# Peter Montgomery (mathématicien)
Pour les articles homonymes, voir Peter Montgomery et Montgomery.
Peter Lawrence Montgomery, né le 25 septembre 1947 à San Francisco (Californie) et mort le 18 février 2020 à Pong (Thaïlande), est un mathématicien et cryptographe américain.
Il est notamment l'auteur de la courbe de Montgomery, une courbe elliptique utilisée dans le domaine du chiffrement et de la sécurité informatique, notamment par Curve25519 (EdDSA). On lui doit aussi la réduction et la multiplication de Montgomery.

## Biographie
Peter Montgomery suit des études à l'université de Californie à Los Angeles, puis travaille pendant 17 ans pour Unisys avant de travailler pour Microsoft.

## Publications
- (en-US) Richard P. Brent, Peter L. Montgomery et Herman J. J. te Riele, Factorizations of Cunningham numbers with bases 13 to 99 : Millennium edition, 463 p. (présentation en ligne, lire en ligne)
- (en) An FFT extension of the elliptic curve method of factorization, Los Angeles, University of California, 1992 (lire en ligne) (dissertation avec Lebenslauf).
- (en-US) Peter L. Montgomery, « Speeding the Pollard and Elliptic Curve Methods of Factorization », Mathematics of Computation, vol. 48, no 177,‎ 1987, p. 243–264 (DOI 10.2307/2007888, JSTOR 2007888)